# Ptolemaios I Soter
Ptolemaios I Soter (tiếng Hy Lạp cổ: Πτολεμαῖος Σωτήρ, Ptolemaĩos Sōtḗr, tạm dịch là "Ptolemaios Vua cứu độ"), còn được biết đến với tên gọi là Ptolemaios Lagides (khoảng 367 TCN - 283 TCN), là một vị tướng người Macedonia dưới trướng của vua Alexandros Đại đế, là người cai trị Ai Cập (323-283 TCN) và người sáng lập ra Vương quốc Ptolemaios và Nhà Ptolemaios. Trong năm 304/5 TCN, ông tự nhận tước hiệu Pharaon.

## Xuất thân
Ptolemaios chào đời năm 367 TCN, là con của bà Arsinoe, có lẽ là thành viên một nhánh nhỏ của vương triều Macedonia và một quý tộc nhỏ là Lagus. Theo lời sử gia Arrianus thì Ptolemaios, người vốn lớn hơn thái tử Alexandros, xuất thân từ vùng Eordaia ở Thượng Macedonia, Đã có tin đồn rằng ông trên thực tế là con riêng của vua Philipos II của Macedonia với bà Arsinoe và là anh em cùng cha khác mẹ với Alexandros. Tuy nhiên, có lẽ tin đồn này chỉ là một sản phẩm tuyên truyền được nhà Ptolemaios tạo ra. Với việc xuất thân từ một nhánh nhỏ thuộc vương tộc Argead theo bên ngoại, ông tự tuyên bố rằng mình là hậu duệ của Heracles và Zeus. Với tuyên bố này, ông đã phản đòn các gia tộc đối địch như nhà Antigonos và nhà Seleukos, những người cũng tự nhận là dõng dõi của vương tộc Argead và Heracles. Ông có người em trai là Menelaos và là vua Síp về sau.
Tại triều đình Pella, người thanh niên trẻ tuổi Ptolemaios là bạn hữu và là một trong những cố vấn (syntrophoi) của thái tử Alexandros. Một giai thoại sau về tuổi trẻ của Alexandros và Ptolemaios cho thấy ông đã giữ chức vụ này: Sau trận Chaeronea (338 TCN) mà vua Philipos II - cha của Alexandros - đánh bại những người Hy Lạp khác, Ptolemaios đã khuyên Alexandros can thiệp vào cuộc hôn nhân chính trị giữa Arridaeus - anh khác mẹ Alexandros - với con gái phó vương xứ Caria là Pixodarus. Kết quả sự can thiệp của Alexandros rất tồi tệ: nhà vua Macedonia truyền lệnh cho Ptolemaios từ nay về sau không được làm cố vấn ở Macedonia. Ptolemaios và những bằng hữu khác của Alexandros như Nearchos, Laomedon, Erigyios und Harpalos phải sống trong cảnh đày ải (có lẽ là đến vùng Epirus) và chỉ về triều sau khi Philipos bị ám sát và Alexandros Đại đế lên ngôi vào mùa thu năm 336 TCN.

## Tướng lĩnh của Alexandros Đại đế

### Trong chiến dịch Ba Tư
Ptolemaios có thể đã tham gia chiến dịch phạt Ba Tư của Alexandros, từ khi cuộc chiến này khởi đầu năm 334 TCN. Trong cuộc chiến này Alexandros đã bất chợt hỏi ý Ptolemaios, nhưng chúng ta không thể xác nhận người này là con của Lagus hay một viên tướng trùng tên khác. Tuy vậy, có thể người con của Lagus đã thật sự tham gia Trận Issus tháng 11 năm 333 TCN và cùng vua Alexandros thăm miếu thờ thần Ammon xứ Ai Cập, ở hoang mạc Libya, vào mùa xuân năm 331 TCN. Nhà sử học Arrian của Nicomedia có đề cập đến sự có mặt của Ptolemaios trong Trận Cổng Ba Tư, nhưng sách của Arrianus căn cứ vào cuốn History of Alexander của Ptolemaios, và một số nguồn khác không nói gì về các hoạt động của ông.
Chúng ta biết rõ hơn về sự có mặt của Ptolemaios ở Persepolis, ngôi thành đã bị Alexandros phá hủy theo lời khuyên của Thais, tình nhân của Ptolemaios. Về chuyện tình giữa Ptolemaios và Thais thì không được biết nhiều, ngoại trừ việc cô sinh cho ông hai đứa con trai, Lagus và Leontiscus, và một con gái là Irene.
Sau sự kiện Philotas, Ptolemaios được phong làm somatophylax, một trong bảy vệ sĩ phục vụ với tư cách là người thay mặt của Alexandros. Ptolemaios làm chỉ huy độc lập ngay sau khi vượt sông Oxus, khi nghe tin Spitamenes muốn lật đổ Bessus, vua cuối cùng nhà Achaemenes của Ba Tư. Từ Termez ngày nay, Ptolemaios tiến tới miền bắc và chấp thuận sự trao trả tù binh ở Nautaca.
Về việc làm của Ptolemaios vào lúc khởi đầu cuộc chiến tranh Sogdian thì không được biết rõ, nhưng vào năm 328 TCN ông đã chỉ huy 5 đạo quân mà bắt nhân dân Sogdian phải bỏ lối sống làm ăn cổ xưa và sinh sống trong thành phố. Ptolemaios cũng có mặt trong cuộc bao vây hang đá Sisimithres.
Là một vệ sĩ, Ptolemaios không thể đón trước việc Alexandros giết Clitus, và ít lâu sau, ông cùng với Leonnatus phá được những kẻ chống lại vua. Việc này khiến cho ông được nhà vua trọng dụng, Alexandros hối hận về việc làm trước đó và cho ông làm tướng chỉ huy thứ hai để tỏ lòng nhớ ơn.

### Trong chiến dịch Ấn Độ
Năm 326 TCN, ông tham gia trong chiến dịch Ấn Độ của Alexandros Đại đế. Bấy giờ, Ptolemaios nhanh chóng trở nên xuất chúng. Cùng với Craterus và Coenus, ông là một trong những tướng quan trọng nhất trong chiến dịch Swat (326 TCN) và chỉ huy một đạo quân tiến về chiếm Aornus. Trong cuộc chinh phạt chống người Mallians, ông chỉ huy đạo quân ở miền cực bắc, đạo quân này có khả năng bắt tất cả những người tị nạn và giết họ. Trong khi giao chiến ở miền nam sông Ấn, Ptolemaios trúng tên tẩm độc và bị thương, nhưng ông sống sót vì Alexandros có thuốc giải độc - theo Diodorus của Sicilia. Một giả thiết cho rằng hai người này là bạn thân của nhau, và được xem là tuyên truyền.
Ptolemaios cũng làm bạn với Calanus, một hiền triết người Ấn đã theo chân Alexandros tiến về phía tây, và lâm bệnh tại Pasargadae. Ptolemaios làm một dàn thiêu sống, và Calanus lên dàn thiêu. Khi Alexandros tổ chức lễ cưới ở Susa, Ptolemaios cưới Artacama, con gái một cận thần Ba Tư là Artabazus. Cùng thời điểm đó, ông nhận lấy vương miện (diadem) và được phong làm edeatros, tức 'người duyệt bản thảo' (taster) của thức ăn hoàng gia, có lẽ là một chức quan của Ba Tư xưa.
Năm sau, chúng ta thấy Ptolemaios là chỉ huy thứ hai của Alexandros trong cuộc chiến chống người Cossaeans, một bộ lạc du cư đến từ Luristan (ngày nay) ở vùng núi Zagros. Đây là cuộc chinh phạt cuối cùng của Alexandros. Vài tháng sau, nhà chinh phạt qua đời ở Babylon (11 tháng 6 năm 323 TCN).

## Trên cương vị tổng trấn Ai Cập
Ngày hôm sau, tể tướng Perdikkas mời các tướng lĩnh Macedonia đến để thảo luận về tương lai của đất nước. Perdikkas đề nghị chờ người vợ Iran của Alexandros là Roxane sinh hạ đức bé mà cô đang có thai. Nếu nó là con trai, thì sẽ được phong vương. Đô đốc Nearchus phản đối: Alexandros còn có một đứa con lớn hơn tên Heracles với tiểu thư Barsine. Ptolemaios lại phản đối: cả hai đứa bé ấy đều là người lai. Đề xuất của ông là quyết định quan trọng nhất, và được những tướng khác chấp thuận, như một số cách chọn nhà lãnh đạo Macedonia. Trên thực tế, ông muốn đưa tầng lớp quý tộc lãnh đạo quân sự lên nôi vua Macedonia.
Cuối cùng, sự thỏa hiệp đã đạt được - mặc dù, ngay từ lần đầu tiên, theo đó Perdikkas đã có được quyền lực tối cao. Mọi người tôn Perdikkas làm nhiếp chính của người anh khác mẹ của Alexandros - Arridaeus thiếu tinh thần - trở thành vua Philipos III của Macedonia. Đồng thời, các tướng giỏi của triều đình được chia cho những satrapies (đất tổng trấn) quan trọng - trong đó Ptolemaios nhận được tỉnh Ai Cập giàu có. Bằng cách phong các tướng giỏi làm tổng trấn các tỉnh lớn, Perdikkas dường như đã đạt được các tham vọng của hắn; các tỉnh đều được những người đàn ông mạnh mẽ cai quản, và những người này đều xa cách triều đình Macedonia, nơi hắn nắm mọi quyền lực
Nhưng Perdikkas đã sai. Tương lai thuộc về những người theo chủ nghĩa phân lập, mà ta sẽ thấy sau:
Những người như Ptolemaios ở Ai Cập, Antipatros ở Macedonia, Lysimachos ở Thrace, Antigonos Monophthalmos ở Tiểu Á, và Seleukos ở Babylon (gọi chung là Diodochi, 'người thừa kế') đều chậm nhưng vững chắc trong việc xây dựng những vương triều mới. Những nơi đã bị Alexandros phá hoại, đều được các Diodochi hồi phục. Một biểu hiện của việc này là Ptolemaios kết hôn lần thứ hai, với một cô gái Ai Cập. Điều này khiến ông trở nên được lòng dân địa phương. Người vợ đầu tiên của ông, Artacama bị ly dị và được gửi đi nơi khác.
Đó không phải là cách duy nhất để được lòng dân bản địa Ai Cập. Trong những năm đó, Ptolemaios cũng thành lập sự thờ cúng thần Secrapis, một vị thần Ai Cập đã được "hồi phục" trong một kiểu cách điển hình mà cả người Hy Lạp và Macedonia cũng có thể thờ cùng vị thần này.

## Vươn tới quyền lực
Trong thời buổi này, quan Nhiếp chính Perdiccas chiếm đoạt quyền lực tối cao chẳng ai dám cãi, và Thái hoàng thái hậu Olympias đã chứng nhận. Bà đã gả Công chúa Cleopatra con bà cho ông ta. Qua đó, Perdiccas thăng lên "như diều gặp gió", trở thành một Hoàng thân quốc thích, em rể của Alexandros Đại Đế. Thế nhưng, sự thành công lớn lao của Perdiccas lại dẫn tới sự sụp đổ của ông ta. Một vài võ tướng của tiên vương Alexandros Đại Đế là Antipatros, Lysimachos, Antigonos Monophthalmos, và Crateros đồng tâm hợp lực phản kháng lại Perdiccas ở xứ Macedonia, trong lúc ấy Perdiccas đang dẫn quân về hướng Tây Bắc. Thế nhưng, không phải Tiểu Á là nơi nạn binh đao bắt đầu.
Vào năm 322 trước Công Nguyên, Perdiccas lập kế hoạch đưa thi hài của Alexandros Đại Đế về mai táng tại lăng tẩm mà người ta đã xây cất sẵn tại thành Aegae - trung tâm tôn giáo của xứ Macedonia. Khi linh cữu đến Damascus, Ptolemaios đã tiếp kiến viên chỉ huy của đoàn hộ tống và thuyết phục ông ta rằng Alexandros Đại Đế sinh thời luôn ao ước được an nghỉ trong miếu thờ Thần Zeus Ammon. Cứ theo đó, ông mang linh cữu Alexandros Đại Đế đến xứ Ai Cập, và an táng tại kinh thành Alexandria. Rõ, Ptolemaios đã "tuyên chiến" với Perdiccas bằng việc đoạt lấy linh cữu Alexandros Đại Đế và Perdiccas đành phải "phản pháo".
Ptolemaios cũng không ngại lâm chiến với Perdiccas. Để chuẩn bị cho cuộc binh đao sắp tới, ông cất quân chinh phục Cyrenaica, lúc ấy do Ophellas thống trị, nhằm tránh kẻ thù có thể "bọc hậu" ông. Đồng thời, Ptolemaios cũng chiếm lĩnh được đảo Síp.
Vài năm 321 trước Công Nguyên, các quan tướng phái chống Perdiccas đã dùng hôn nhân để thắt chặt liên minh với nhau. Antipatros gả con gái là nàng Phila và Eurydice cho Crateros và Ptolemaios; một cô con gái khác của Antipatros là nàng Nicaea, được gả cho tướng quân Lysimachos xứ Thrace - xóa bỏ hoàn toàn hôn ước cũ giữa Nicaea với Perdiccas. Quan Nhiếp chính Perdiccas nhận thấy rằng phái chống Perdiccas đã được củng cố và giờ đây trở nên rất hùng mạnh. Để phản kích, ông ta cử binh xâm lược Ai Cập, và phái Eumenes (nguyên là quan Thị lang của Alexandros Đại Đế và giờ đây là quan Tổng trấn của Cappadocia) đem quân đánh dẹp Antipatros và Crateros. Sự kiện này đã khơi mào Chiến tranh Diadochi lần thứ nhất. Eumenes cùng giao chiến với Createros, thắng lớn và hạ sát được Createros.
Theo một thư tịch cổ Babylon là Biên niên sử Diadochi, vào tháng 5 hoặc tháng 6 năm 320 trước Công Nguyên, Perdiccas đem quân tới Ai Cập. Quan Nhiếp chính rắp tâm băng qua dòng sông Nile gần Pelusium, nhưng có những hai lần Ptolemaios đã ngăn chặn được kẻ thù. Sau hai đợt vượt sông bất thành, Perdiccas đưa quân về cao điểm của đồng bằng châu thổ sông Nile, và từ đây ông ta vượt sông lần nữa. Tuy nhiên, binh lính của Perdiccas đã bị dòng nước uốn trôi. Qua thư tịch cổ Babylon, ta có thể thấy rằng Perdiccas chẳng thể nào chinh phạt nổi xứ Ai Cập, và các chiến binh của ông ta đã làm loạn, do họ nổi điên lên vì cái kỷ cương hà khắc mà ông ta áp đặt. Perdiccas đành phải giảng hòa với các tướng sĩ tùy tòng là Peithon, Antigenes và Seleukos. Tuy nhiên, họ đã thẳng tay sát hại Perdiccas để sớm dứt điểm cuộc binh lửa.
Thừa thắng, Ptolemaios tổ chức đàm phán với các quân tướng tùy tòng của Perdiccas. Người ta toan phong Ptolemaios làm quan Nhiếp chính, nhưng ông từ chối nuốt mồi: ông muốn giữ những gì ông đã giành được, và không muốn có nguy cơ mất nó trong một canh bạc lớn hơn. Vì thế, ông đề xuất cử Peithon và một đình thần khác tên là Arridaeus - họ đều là những quan tướng tầm thường, và những võ tướng kỳ cựu dạng như Ptolemaios mà có phản kháng lại thì hẳn là họ sẽ chẳng thể nào làm gì được.
Tuy nhiên, Tướng quân Antipatros không bằng lòng. Ông ta khát khao trở thành quan Nhiếp chính, và qua đó ông ao ước tái hợp Đế quốc của Alexandros Đại Đế. Tại Triparadisus (thung lũng của sông Orontes ở Syria), ông ta tự biên tự diễn mọi việc thuận theo quyền lợi của mình:
- Antipatros sẽ trở thành tân Nhiếp chính mới và chăm sóc cho Hoàng thái hậu Roxana, vua Philippos Arridaeus và ấu vương Alexandros IV. Bản thân Thái hậu và hai vua đã trở về chính quốc Macedonia.
- Seleukos sẽ trở thành tổng trấn của tỉnh Babylon giàu có.
- Đồng minh của Antipatros, Lysimachos giữ Thrace.
- Một đồng minh khác của Antipatros, Antigonos Độc Nhãn được tái bổ nhiệm là tổng trấn của Pamphylia, Lycia và Phrygia và Lycaonia đã được bổ sung, ông ta sẽ tiếp nhận quân đội của Perdiccas và phải đánh đuổi Eumenes;
- Ptolemaios vẫn tiếp tục là tổng trấn của Ai Cập.

Sau khi giải quyết mọi việc, Antipatros và gia đình hoàng gia quay về Macedonia.
Trong những năm đầu tiên sau hiệp ước tại Triparadisus, Ptolemaios đã hầu như không làm gì để mở rộng quyền lực của mình. Năm 319 TCN, Antipatros qua đời, và cuộc nội chiến nổ ra ở phần châu Âu, ngay trong quân đội Macedonia. Con trai của Antipatros, Kassandros đã bị tước quyền kế tục chức nhiếp chính, và một sĩ quan tên là Polyperchon đã trở thành nhiếp chính mới. Kassandros đã kêu gọi và nhận được sự giúp đỡ từ Ptolemaios, người cũng liên minh với Antigonos, vốn vẫn còn chiến đấu chống lại Eumenes - đồng minh duy nhất của Polyperchon. Cuộc chiến tranh được tiến hành bởi Antigonos, Ptolemaios, và Kassandros chống lại Eumenes và Polyperchon được gọi là cuộc chiến tranh Diadoch lần thứ hai (319-315 TCN).
Các chiến dịch chính do Antigonos tiến hành, ông ta đã đánh bại Eumenes gần Gabae (Isfahan) và ngay lập tức yêu cầu sự quy phục của Seleukos, người cai trị của Babylonia. Seleukos đã chạy trốn tới chỗ Ptolemaios. Đồng thời, Kassandros đánh đuổi Polyperchon và giết chết vua Philippos Arridaeus cùng hoàng thái hậu Olympias. Hành động duy nhất của Ptolemaios là một cuộc tấn công dọc theo bờ biển Palestine và Syria vào năm 317/316 TCN, mà ông đã chiếm được bởi vì tất cả các tướng lĩnh khác đang quan tâm đến một nơi khác. Đối với bất kỳ vị vua Ai Cập nào, đây là một việc làm bình thường: các pharaoh đã chinh phục các quốc gia này từ 1.000 năm trước, và các vị vua cuối cùng của Ai Cập độc lập, Teos và Nectanebo II, đã cố gắng làm như vậy.
Trong khi đó, Antigonos đã giành được quyền kiểm soát phía đông và đã trở nên rất hùng mạnh. Seleukos đã phải có cảnh báo cho Ptolemaios, ông sau đó báo cho Kassandros của Macedonia và Lysimachos của Thrace. Trong những tháng đầu tiên của năm 314 TCN, họ tuyên bố chiến tranh chống lại Antigonos: cuộc chiến tranh Diadochi lần Thứ ba.
Antigonos ngay lập tức nắm lấy thế chủ động. Ông ta đã xâm chiếm phần lãnh thổ Syria của Ptolemaios và chiếm Phoenicia với nguồn lực hải quân của nó. Vào mùa hè, Antigonos bao vây Týros, mà được bảo vệ bởi các binh sĩ của Ptolemaios. Họ đã chống đỡ kẻ thù của họ được gần một năm và ba tháng, trong đó cho phép Seleukos, người lúc này là đô đốc của Ptolemaios, một cơ hội để chiếm Síp.
Trong khi đó, Ptolemaios đã tập hợp lực lượng của ông. Mặc dù Týros đã thất thủ nhưng ông vẫn có một lực lượng hải quân lớn và quyết định tấn công Cilicia, phía bắc của Síp. Tại Gaza, quân đội của ông đã bị chặn lại bởi con trai Antigonos, Demetrios, người đã không thể chiến thắng được người cai trị của Ai Cập (mùa thu năm 312TCN). Ptolemaios đã tiến tới Syria, nhưng khi Antigonos đến, ông quay trở về nhà. Các nỗ lực của Ai Cập để tái chiếm lại phần đất đai ở châu Á đã không đem lại kết quả nào.
Tuy nhiên, chiến dịch đã không phải là không có thành công, bởi vì sau trận Gaza, Seleukos, đồng minh của Ptolemaios, đã có thể trở lại tỉnh riêng của mình, Babylonia.

## Cuộc chiến tranh Diadochi
Trong cuộc chiến tranh kéo dài theo sau đó giữa những người thừa kế (Diadochi) khác nhau, mục tiêu đầu tiên của Ptolemaios;à bảo vệ Ai Cập, và thứ hai là bảo đảm quyền kiểm soát ở những khu vực xa xôi hẻo lánh: Cyrenaica và Síp, cũng như Syria, bao gồm cả tỉnh Judea. Sự chiếm đóng Syria đầu tiên của ông là vào năm 318 TCN, và ông đã thành lập đồng thời là người bảo hộ cho các vị vua nhỏ mọn của Síp. Khi Antigonus Độc nhãn, người chủ của châu Á vào năm 315TCN, cho các thế lực khác thấy được những tham vọng nguy hiểm của mình, Ptolemaios đã gia nhập liên minh chống lại ông, và chiến tranh bùng nổ, ông rút khỏi Syria. Ở Síp, ông đã chiến đấu du kích chống lại Antigonus, và tái chiếm hòn đảo (313TCN). Một cuộc nổi dậy tại Cyrene đã bị dập tắt cùng năm.

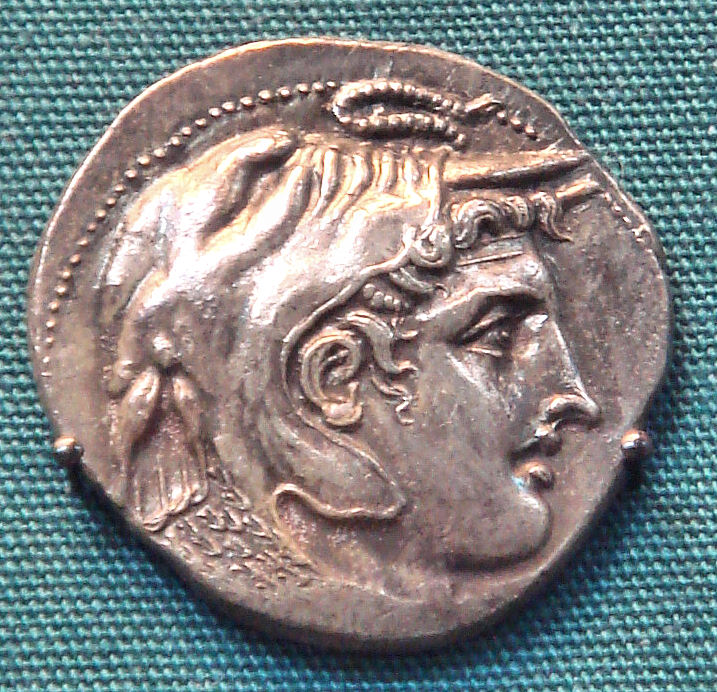
Đồng xu mang chân dung Ptolemaios cùng Alexandros đội da voi, biểu tượng cho cuộc chinh phục Ấn Độ của ông.

Năm 312, Ptolemaios và Seleukos, phó vương bỏ trốn của Babylon, cùng nhau xâm lược Syria, và đánh bại Demetrius Poliorcetes ("kẻ vây hãm các thành phố"), con trai của Antigonus, trong trận Gaza. Một lần nữa ông chiếm Syria, và một lần nữa, chỉ sau vài tháng, khi Demetrius đã giành một chiến thắng trước tướng lĩnh của ông, và Antigonus tiến vào Syria buộc ông phải rút lui. Năm 311TCN, hòa bình đã được ký kết giữa những người tham chiến. Ngay sau điều này,vị vua 13 tuổi Alexander IV, bị giết ở Macedonia, để cho phó vương của Ai Cập, tự mình nắm quyền. Hòa bình đã không kéo dài lâu, và trong năm 309TCN Ptolemaios tự mình chỉ huy một hạm đội mà chiếm lấy những thị trấn ven biển Lycia và Caria từ tay Antigonus, sau đó vượt biển sang Hy Lạp, nơi ông đã chiếm Corinth, Sicyon và Megara (308 TCN). Năm 306 TCN, một đội tàu lớn dưới quyền Demetrius tấn công Síp, Menelaus, anh trai của Ptolemaios đã bị đánh bại và bị bắt giữ trong trận đánh quyết định ở Salamis.

## Trên cương vị vua Ai Cập
Năm 310 TCN, một biến cố xảy ra: Các vua kế tục Alexandros bị sát hại. Sau sự kiện này, các diodochi lần lượt xưng vương, trong số đó Ptolemaios lên ngôi pharaông của Ai Cập (305 TCN), trở thành vua Ptolemaios I.

### Đối ngoại
Cùng năm đó, ông mang quân lên đảo Rhodes và giúp dân ở đây chống lại cuộc xâm lăng của Demetrius, nên được họ tôn làm Soter (Vị cứu tinh). Năm 302 TCN, Antigonus thảm bại trong trận Ipsus và đế quốc Antigonus bị xâm chiếm. Người hưởng nhiều hoa lợi nhất là Seleukos, nhưng dù sao thì Ptolemaios đã kiểm soát hầu hết vùng đất Palestine ở Trung Đông.
Sau trận Ipsus thì Ptolemaios không viễn chinh đến Tiểu Á nữa, và cuối cùng mất hết lãnh thổ của mình ở Hy Lạp. Tuy vậy, năm 295 TCN ông xua quân chiếm lại đảo Síp.

### Đối nội
Cuối triều đại mình, ông dành phần lớn thời gian để tổ chức và xây dựng một triều đình tốt. Ông là một nhà bảo trợ của văn học và nghệ thuật, cho thành lập thư viện Alexandria lừng danh, và làm cho Alexandria trở thành một trung tâm học vấn có một không hai trong thế giới Hy Lạp. Bản thân ông cũng viết lịch sử các cuộc chinh phạt của Alexandros Đại đế. Năm 285 TCN, ông đã cho Ptolemaios II Philadelphos, con của thứ phi Berenice, làm vua. Con trưởng ông là Ptolemaios Keraunos sau đó chạy tới ở triều đình vua Lysimachos. Năm 283 TCN, Ptolemaios I Soter qua đời, hưởng thọ 84 tuổi, Ptolemaios trở thành vị vua duy nhất của vương quốc Ptolemaios.

## Liên quan
Bản thân Ptolemaios là người bảo trợ của nhà toán học thiên tài Euclid, nhưng khi thấy tác phẩm Cơ sở thật khó học, ông hỏi Euclid xem có cách nào dễ hơn để một vị đế vương học hình học. Euclid đã trả lời:
| “        | Thưa bệ hạ, trong hình học không có con đường nào dành riêng cho vua chúa | ” |
| — Euclid |                                                                           |   |